# Nogueirapis
Nogueirapis (лат.) — род безжальных пчёл из трибы Meliponini семейства Apidae. Не используют жало при защите. Хотя жало у них сохранилось, но в сильно редуцированном виде. Эндемик Нового Света. Описан бразильским гименоптерологом Jesus Santiago Moure (1912—2010) в 1953 году.

## Распространение
Неотропика: от Мексики до Бразилии.

## Классификация
Около 3 видов. Первоначально таксон был описан в качестве подрода рода Partamona.
- Nogueirapis butteli (Friese, 1900) typus
- Nogueirapis minor Moure & Camargo, 1982)
- Nogueirapis mirandula (Cockerell, 1917)